# 2015年10月臺灣
| << | 2015年10月 （民國104年） | >> |    |    |    |    |
| \| 日 \| 一 \| 二 \| 三 \| 四 \| 五 \| 六 \| \| \| \| \| \| 1 \| 2 \| 3 \| \| 4 \| 5 \| 6 \| 7 \| 8 \| 9 \| 10 \| \| 11 \| 12 \| 13 \| 14 \| 15 \| 16 \| 17 \| \| 18 \| 19 \| 20 \| 21 \| 22 \| 23 \| 24 \| \| 25 \| 26 \| 27 \| 28 \| 29 \| 30 \| 31 \| \| \| \| \| \| \| \| \| |                          |    |    |    |    |    |
| 臺灣新聞動態／維基新聞 |                          |    |    |    |    |    |
| 世界／中国大陆／臺灣 |                          |    |    |    |    |    |
| 日 | 一                       | 二 | 三 | 四 | 五 | 六 |
| |                          |    |    | 1  | 2  | 3  |
| 4 | 5                        | 6  | 7  | 8  | 9  | 10 |
| 11 | 12                       | 13 | 14 | 15 | 16 | 17 |
| 18 | 19                       | 20 | 21 | 22 | 23 | 24 |
| 25 | 26                       | 27 | 28 | 29 | 30 | 31 |
| |                          |    |    |    |    |    |

## 10月1日
- 遭質疑以公款補助國民黨立委的文化部長洪孟啟獲行政院院長毛治國慰留後，於本日請假接受健康檢查，當晚表示「為釐清真相」，決定接受慰留。[1]

## 10月5日
- 入夏後登革熱大流行，全臺確診病例突破兩萬人。[2]

## 10月6日
- 民進黨黨主席蔡英文，前往日本進行為期4天的小旅行，旅行主題名為「點亮台灣，台日友好」。下午到日本眾議院第二議員會館拜會日華議員懇談會（日華墾）成員。[3]

## 10月7日
- 臺南登革熱流行死亡人數達78人，超越2003年SARS全臺死亡人數。[4]
- 2015年10月7日，有一名自稱是林宗彥朋友的網友提供《娛樂星光雲》兩人私下對話，他擔心影片已經在網路上瘋狂流傳，詢問對方是否被陷害，林宗彥才透露：「他（洩漏影片的人）是一個暫時借住我家的人，我借他錢，供他住宿，結果被他用電腦拍下、上傳[5]。」詳見：林宗彥口交影片事件

## 10月9日
- 民進黨總統參選人蔡英文昨由前國安會秘書長邱義仁等人陪同下，前往日本內閣府。進行區域的和平穩定情況、區域經濟的整合，以及台日之間如何加強經濟的合作，和企業之間如何形成更進一步的發展貿易的會談。由於依過去慣例，台日在沒有邦交下，台灣政界人士在日本與日本政府官員見面，通常只在國會議員會館為之。蔡英文此行被視為重大突破，也被視為受到日方高規格接待。[6][7]

## 10月13日
因為換柱爭議，英格蘭台商會長董淑貞認為國民黨已放棄統一，宣布退出國民黨。中國國民黨黨主席朱立倫在媒體上公開向洪秀柱致歉，強調國民黨要團結勝選。

## 10月14日
- 全臺灣登革熱疫情的死亡病例突破百人，其中臺南90人，高雄14人，屏東2人。[11]

## 10月17日
- 台灣與美國阿拉巴馬州簽署駕照互換備忘錄。未來居住在該州並持有中華民國駕照的人士，在該州可直接換發該州駕照，無須再進行筆試與路考[12]。

## 10月27日
- 國防部公布了《104年國防報告書》，書中明確指出解放軍在2020年前，將完備攻占台灣戰力[13]。
- 被綁票勒贖7千萬港幣的香港東方明珠石油主席黃坤（本名黃煜坤），38天後在雲林縣口湖鄉被救出，歹徒未得任何贖金[14]。